# 鐵骨蘭心

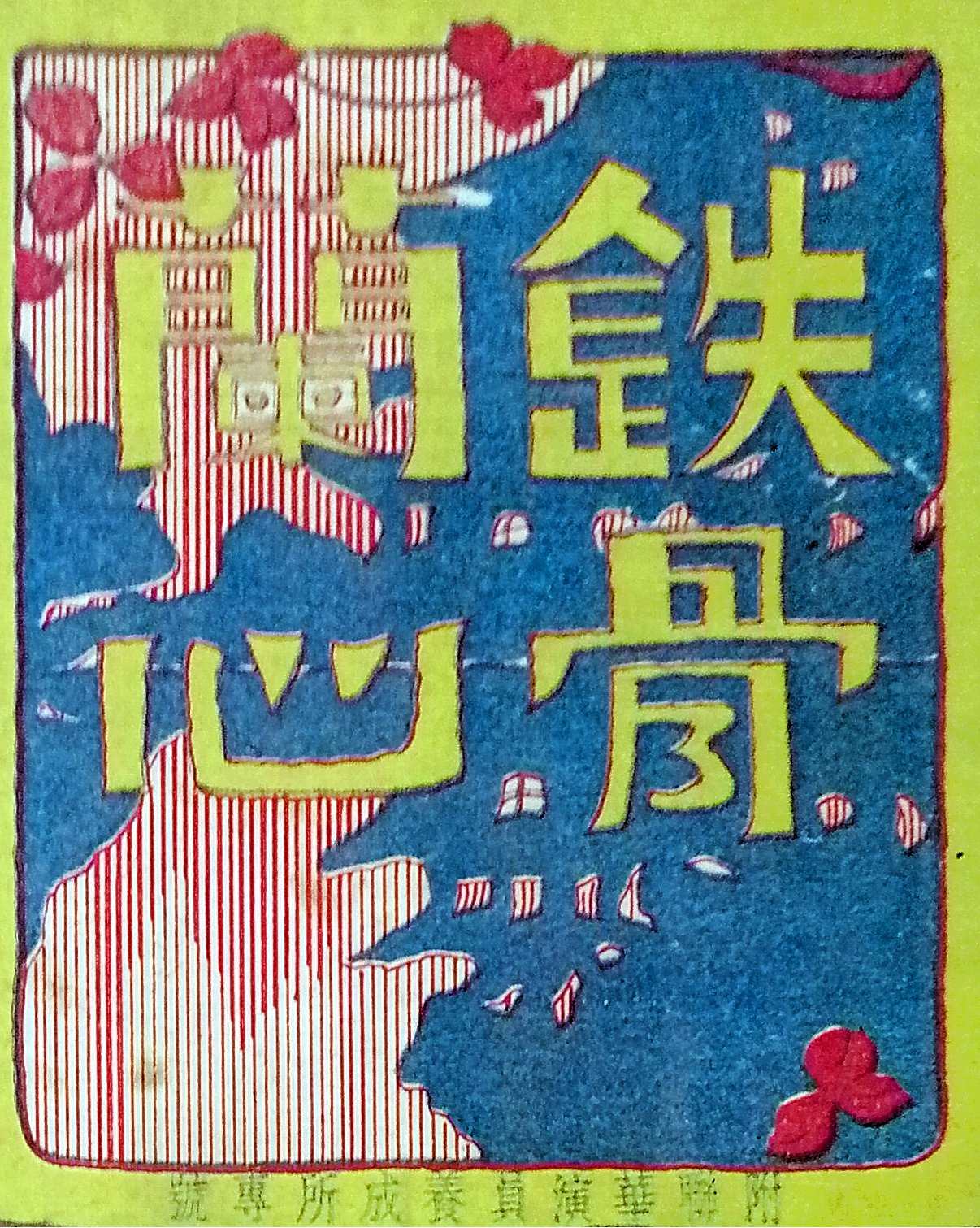
1931年11月29日，星期日在香港公映的默片《鐵骨蘭心》的影畫戲特刊之封面，該特刊以五彩石印，闊16厘米；高27厘米，連封面及封底共有56版，內容有該片的拍攝花恕、影畫戲本事、戲照等，附聯華演員養成所專號（教習薛兆榮的文章、學員的証件大頭照片），售價港幣壹毫。

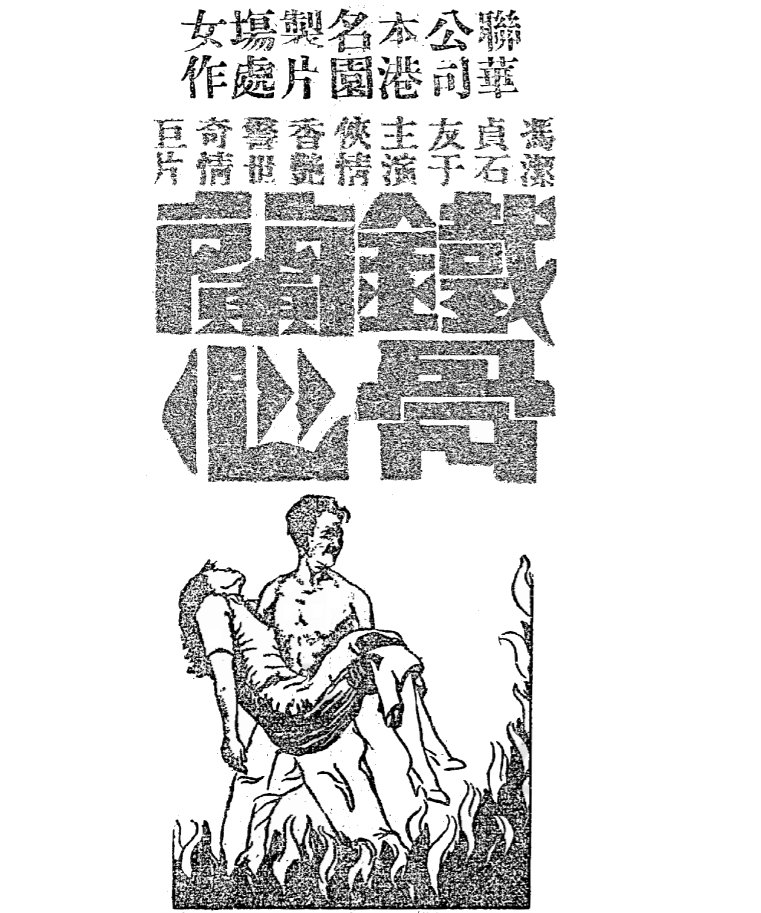
1931年俠情、香艷、警世、勵俗、奇情默片《鐵骨蘭心》，在1931年11月29日，星期日在香港新世界戲院公映的報紙廣告。置濃煙，衝烈火，鐵骨搏蘭心。

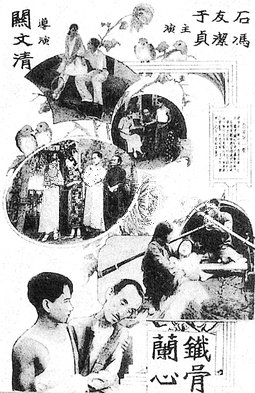
1931年11月29日，星期日公映默片《鐵骨蘭心》的宣傳海報，劇照由上至下：（1）羽毛球場上，紈絝子黃亨利細語溫存，冀博美人（富家女蔡麗蘭）之愛；（2）鐵匠張國強自感身份懸殊，斷然拒絕入贅蔡家；（3）富家女蔡麗蘭寬免小販陸才欠下蔡家的租金；（4）漁人在甘竹灘救起遇溺的鐵匠張國強與富家女蔡麗蘭；（5）孝順的鐵匠張國強：「爸爸辛苦了。先去睡覺。讓我自己來工作吧。」

《鐵骨蘭心》是一齣香港出品的俠情、香艷、警世、勵俗、奇情默片。 1931年春季，上海聯華影片公司（英語：United Photoplay Service Ltd.）在香港集資，主要股東有何東爵士及北美洲華僑，在香港島北角七姊妹英皇道名園遊樂場（英語：Ming Yuen Amusement Resort）裡，設立露天電影攝影場，稱為「聯華三廠」，專門拍攝符合廣東人口味的電影。此片乃該攝影場的處女作。

## 劇組人員
- 監製：羅明佑；
- 導演：關文清；
- 編劇：梁少坡；
- 攝影：羅永祥；
- 製片：黎北海。

## 演員表
- 飾演鐵匠張國強；
- 馮潔貞飾演富家女蔡麗蘭；
- 何大傻飾演富翁蔡志善；
- 麥毅漢飾演紈絝子黃亨利（Mr. Henry Wong）；
- 林婉憐飾演蔡麗蘭之閨中密友可姑；
- 葉培基；
- 楊君俠；
- 以及第一屆「演員養成所」的學員，共80多人合演。

## 外景地點
- 演員及劇組人員在1931年6月10日，星期三，晚上十時半，搭乘「東安號」夜輪，於翌早11日，星期四抵達廣州，下榻新亞大酒店，當天上午拍攝基督教嶺南大學；下午拍攝精武體育會（英語：Chin Woo Athletic Association）游水棚；第三天12日，星期五轉移至順德縣拍攝甘竹灘的急流外景後，第四天13日，星期六到開平縣拍攝舊式消防車，才返回香港。
- 香港島北角七姊妹英皇道名園遊樂場（英語：Ming Yuen Amusement Resort）裡，草裙艷舞、各式雜技、粵劇。

## 電影本事
富翁蔡志善的獨生女蔡麗蘭天生麗質，蕙質蘭心，裙下之臣大不乏人。有一天，蔡麗蘭與其中一位追求者黃亨利逛街，在街上一幫賊匪打劫，黃亨利棄蔡麗蘭而去，幸得一名路過的鐵匠張國強，出手相救蔡麗蘭，更因此而受傷。不久，蔡麗蘭其偕閨密友人可兒遊船河時，不慎墜海，再次被路過的鐵匠張國強所救，可是張國強救人後，慘遭浮木撞至頭暈，沉入江底，幸好最終被漁人救起。數天後，張國強的鄰居乃小販陸才，他欠下租金，被地主蔡家派來的收租人胡八所驅逐，並把他的家當盡數棄置於街上，張國強路見不平，與胡八在街上爭吵起來！那時，蔡麗蘭剛好駕車路過，她遂下車解圍，寬免陸才的租債，著令胡八返回辦公室。然而她乃然被張國痛罵她們蔡家為富不仁。蔡麗蘭返家後，請求父親出資創辦一所貧民幼稚園，為貧苦兒童提供免費教育，蔡麗蘭自己並擔任教師。有一天，她的貧民幼稚園意外地失火，蔡麗蘭被困在火場裡，幸得，路過的鐵匠張國強奮不顧身把她再次救出生天，可惜張國強在救人過程中被燒傷，被扛進醫院留醫，蔡麗蘭往醫院探望恩人，傾談中得知鐵匠張國強實在已勇救自己三次，對其俠義行為心生暗許，產生強烈愛慕之情，回家懇求父親許配婚事，其父馬上派遣媒人到鐵匠家提親，然而張國強自感與蔡麗蘭的社會地位懸殊，斷然拒絕此樁婚事！蔡麗蘭為此相思，憂鬱成病不起，蔡志善屈身親到鐵匹家，懇請張國強到蔡家探望蔡麗蘭，倆人見面互訴衷情，張國強被蔡麗蘭的真情所感動，最終答應入贅蔡家為婿。。

## 其它聯華港廠的姊妹作品
- 1932年默片《古寺鵑聲》，由聯華港廠演員養成所教師薛兆榮，與其學生黃曼梨主演；
- 1933年默片《夜半鎗聲》，由吳楚帆、黃曼梨主演；
- 1933年默片《暗室明珠》，由吳楚帆，石友于、胡戎、黃曼梨主演。

## 外部連結
- 香港影庫上《鐵骨蘭心》的資料（繁體中文）
- YouTube上的默片《鐵骨蘭心》的拍攝花絮與電影本事